# Elric des dragons
Elric des dragons (titre original : Elric of Melniboné) est un roman d’heroic fantasy écrit par Michael Moorcock en 1972. Il met en scène les aventures d'Elric de Melniboné, une incarnation du Champion éternel. C'est le premier tome du Cycle d'Elric.

## Résumé
Il nous conte les aventures d'Elric, l'empereur en titre de l'île de Melniboné, dans le Multivers. Après avoir dominé le monde pendant des millénaires grâce à sa sorcellerie et à sa cruauté, cette nation s'est refermée sur elle-même. Elric, fils de Sadric LXXXVI, occupe le Trône de Rubis. Il est albinos, sorcier et fin bretteur. Mais de santé fragile : sans les drogues qu'il absorbe à longueur de journée, il ne pourrait tenir debout.
Elric est très différent de ses compatriotes melnibonéens : eux sont cruels et intéressés par leur seul plaisir, lui peut être doux et rêve de diriger son peuple avec plus de justice, sans être un pantin manipulé par les Seigneurs du Chaos. Il est l'amant de sa cousine Cymoril et le pire ennemi de son cousin Yyrkoon qui le trouve trop faible pour diriger Melniboné.
Dans ce premier roman, Yyrkoon tente de tuer Elric lors d'une bataille navale contre des pirates. Après cet échec, il enlève sa sœur Cymoril et lui jette un sort de sommeil éternel. Pour la sauver, Elric n'aura d'autre choix que celui de s'allier avec Arioch, un des Seigneurs du Chaos de ce plan du Multivers. C'est aussi dans ces pages qu'Elric trouvera Stormbringer, une des deux épées runiques voleuses d'âmes (la seconde étant Mournblade).